# Émile Blondet
Émile Blondet é um personagem da Comédia Humana de Honoré de Balzac. Nascido em 1802 em Alençon, ele aparece primeiramente em La Peau de chagrin, escrito em 1831, depois em vários romances da Comédia, como arquétipo do jornalista ambicioso, desenvolto e irresponsável. Ele mantém uma amizade fiel com Raphaël de Valentin. Casa-se, finalmente, com a Condessa de Montcortnet, uma amiga de infância por quem ele sempre esteve apaixonado (Les Paysans, publicado depois da morte do autor, em 1855), e de quem ele recebe o título, como seu precedente marido, o conde de Montcornet. Sua personalidade tem aspectos emocionantes, em especial em Le Cabinet des Antiques, em que ele conta sua admiração por mademoiselle d’Esgrignon, tia de Victurnietn d’Esgrignon.